# Nettgau
Nettgau este o comună în Saxonia-Anhalt, Germania